# جيمس جونز (كاتب)
جيمس جونز (بالإنجليزية: James Jones)‏ (و. 1921 – 1977 م) هو كاتب، وروائي، وكاتب سيناريو، من الولايات المتحدة الأمريكية، ولد في إلينوي، توفي في ساوثهامبتون، عن عمر يناهز 56 عاماً، بسبب فشل القلب.

## الخدمة العسكرية
خدم في القوات البرية للولايات المتحدة.

## جوائز
حصل على جوائز منها:
- وسام القلب الأرجواني
- جائزة الكتاب الوطني  [لغات أخرى]‏.

## وصلات خارجية
- جيمس جونز على موقع IMDb (الإنجليزية)
- جيمس جونز على موقع الموسوعة البريطانية (الإنجليزية)
- جيمس جونز على موقع مونزينجر (الألمانية)
- جيمس جونز على موقع ألو سيني (الفرنسية)
- جيمس جونز على موقع قاعدة بيانات برودواي على الإنترنت (الإنجليزية)
- جيمس جونز على موقع قاعدة بيانات الأفلام السويدية (السويدية)
- جيمس جونز على موقع إن إن دي بي (الإنجليزية)
- جيمس جونز على موقع قاعدة بيانات الفيلم (الإنجليزية)
- جيمس جونز على موقع كينوبويسك (الروسية)